# Lockheed Corporation
A Lockheed Corporation foi uma companhia aeroespacial dos Estados Unidos, fundada em 1912 pelos irmãos Allan e Malcolm Loughhead, quatro anos depois de sua antecessora ter falido, e que se fundiu com a Martin Marietta em 1995, surgindo, assim, a Lockheed Martin. As matrizes da companhia estavam em Bethesda.
Tinha quatro divisões com sedes em diferentes localidades: a divisão aeronáutica; de mísseis, espacial e eletrônica; martírima; sistemas de informação. Produziu aviões comerciais e militares, além de helicópteros, mísseis e monotrilhos, estes em parceria com a Kawasaki Heavy Industries.

## História

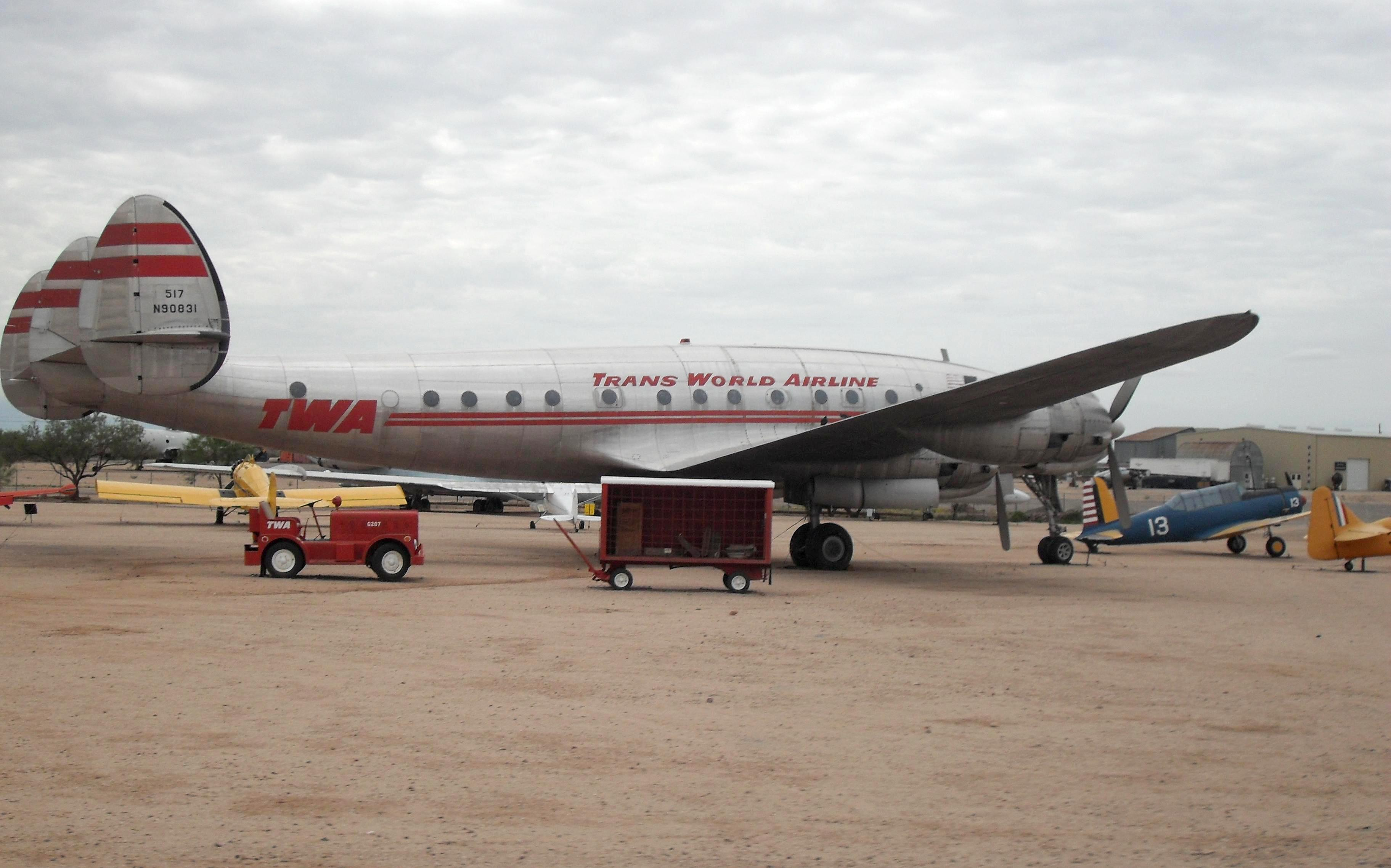
Lockheed L-049 Constellation.

Foi fundada em 1912, com o nome de Alco Hydro-Aeroplane Company. Em 1916 mudou a denominação para Loughead Aircraft Manufacturing Company e em 1929 se transformou numa subsidiária da Detroit Aircraft. Em 1932, após a falência da Detroit, Robert E. Gross toma o controle da companhia e mudou seu nome para Lockheed Aircraft Corporation.
Em 1943 atendendo uma solicitação do Comando de Serviço Tático Aéreo do Exército, a Lockheed criou a famosa divisão Skunk Works, comandada pelo engenheiro Kelly Johnson e que foi responsável por diversas aeronaves lendárias, como o P-80 Shooting Star - primeiro caça operacional pela Forças Aéreas do Exército dos Estados Unidos, e também o SR-71, lendário avião que foi o primeiro a superar a velocidade mach 3 e até hoje o avião mais rápido a utilizar motores a jato.

## Lista de aeronaves
- U-2 reconhecimento (TR-1)
- SR-71 Blackbird reconhecimento
- F-117 Nighthawk caça invisível

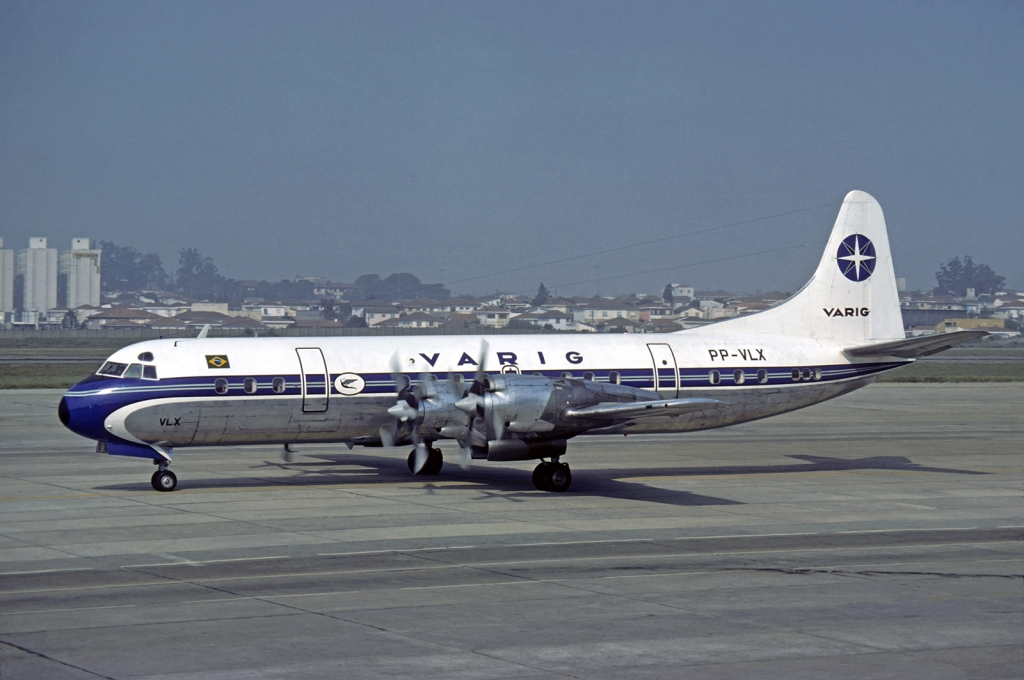
Lockheed L-188 Electra da Varig.

- F-104 Starfighter caça multifacetado
- P-38 Lightning caça bimotor
- P-80 Shooting Star caça a jato
- F-94 Starfire caça
- S-3 Viking patrulha/ataque
- P2V Neptune patrulha marítima
- P-3 Orion patrulha ASW
- Lockheed Hudson bombardeiro/patrulha marítima
- PV-1 Ventura e PV-2 Harpoon bombardeiro/patrulha marítima
- C-130 Hercules transporte em combate de tamanho médio
- AH56A Cheyenne helicóptero de ataque experimental
- C-141 Starlifter transporte a jato de longo alcance
- C-5 Galaxy transporte pesado
- Lockheed JetStar jato comercial
- Lockheed Vega transporte civil
- L-1011 TriStar airliner
- Lockheed Constellation transporte civil
- Lockheed R6V Constitution transporte
- L-188 Electra transporte civil
- Lockheed 10 transporte civil